# 75-мм гірська гармата М.15 (Австро-Угорщина)
75-мм гірська гармата М.15 (нім. 75-mm-Gebirgsgeschütz M1915 M.15) — гірська гармата, що перебувала на озброєнні Збройних сил Австро-Угорщини та німецького Рейхсгеру в час 1-ї світової війни. У міжвоєнний період була створена модифікація Škoda 75 mm, model 1928, що вироблялась до 1930-х років. Гармата використовувалась арміями Австрії, Угорщини, Чехословаччини, Італії (Obice da 75/13 Mod. 15). В арміях декількох країн брала участь у 2-й світовій війні.
На початку ХХ ст. проводились пошуки гірської гармати, здатної замінити 7-см гірську гармату М.99. Під її набої створили 7-см гармату М.8. За ліцензією компанії Friedrich Krupp AG виготовляли німецькі гармати М.13, М.14, гаубиці М.08, М.10, М.16. На основі досвіду їхньої експлуатації фірма «Шкода» спроектувала 7,5 см гірську гармату М.15, яка могла виконувати завдання притаманні гаубицям по обстрілу укріплень, цілей прикритих гірським рельєфом. Гармати при транспортуванні розбиралась при потребі на 4—6 частин. Для стрільби використовували набої фугасні масою 6,3 кг, осколково-фугасні і шрапнель масою по 6,5 кг. Імовірно існували хімічні набої.
Гармата почала надходити у війська 1915 року. Кожен з 14 полків гірської артилерії повинен був складатись з шести батарей по шість гармат М.15 і трьох батарей гаубиць. До кінця війни кількість полків зросла до 17, але кількість гармат М.15 не відповідала штатним вимогам. Загалом було поставлено 324 гармати і декілька резервних стволів.
В час 1-ї світової війни гармата використовувалась військом Німеччини для заміни польових 7,62 мм гармат. Була на озброєнні 14 батальйонів гармат підтримки піхоти. Недоліком вважалось послаблення з'єднань частин гармати при тривалій експлуатації.

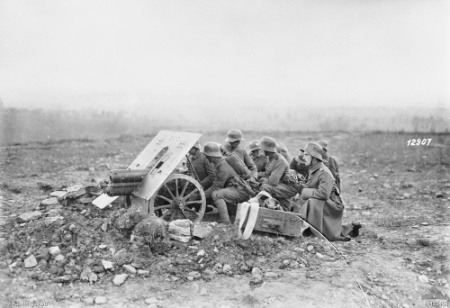
М.15 як протитанкова гармата німецької армії. Жовтень 1918